# Nordkoster

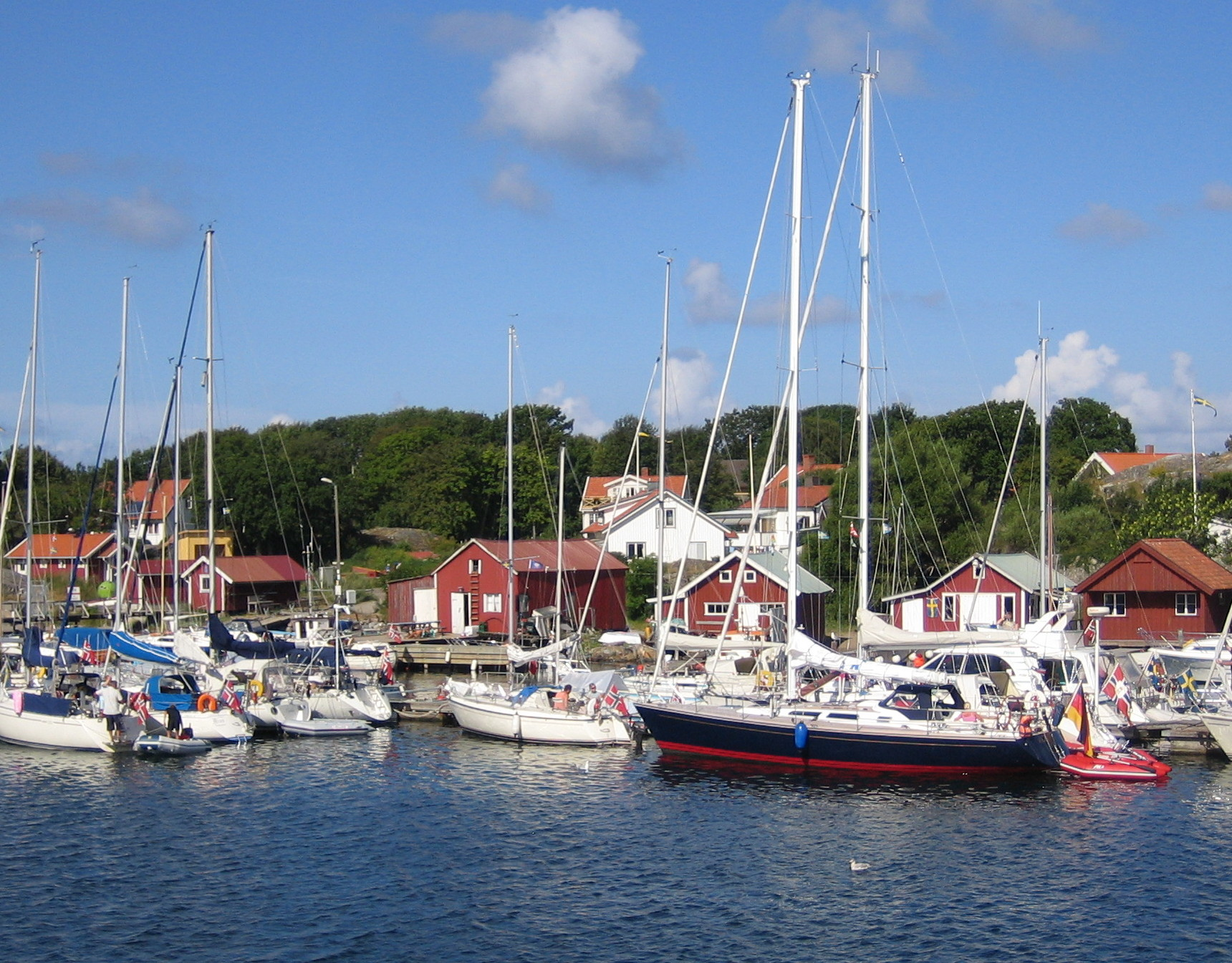
Nordkoster vid Kostersundet

Nordkoster är en ö i ögruppen Koster i Tjärnö socken i Strömstads kommun belägen utanför Strömstad på Sveriges västkust. Det är den näst största av öarna, som ingår Kosterarkipelagen, och är mer karg och bergig än Sydkoster.

## Historia
Enligt en lokal sägen skall rädsla för digerdöden ha drivit de första bosättarna att slå sig ned på öarna. Ett hushåll fanns på 1600-talet på Nordkoster. Öarna kalhöggs under 1700-talet för att ge virke åt båtvarven, och jordbruket gick dåligt men fisket, särskilt hummerfisket var betydelsefullt. Särskilt under 1800-talet fick fisket ett stort uppsving. 1917 bodde 190 personer på Nordkoster. Befolkningen har därefter minskat fram till 2005, då ön hade 105 bofasta innevånare. Det har sedan ökat något och 2012 fanns 125 bofasta.

## Fyrarna
På berget Högen, också kallat Kosterbonden, 59 meter över havet, står två torn som tidigare varit fyrar. När de byggdes var de avsedda att varna skepp, som kom utifrån Skagerrak, för de farliga grundområden som sträcker sig från Ramskär i söder till Grisbådarna i norr, vid gränsen mot Norge. För att skilja fyren på Nordkoster från andra fyrar i omgivningen valde man att ha ljus i två torn. Fyrarna tändes år 1849 men de var för högt placerade. Vid god sikt togs de för stjärnor och vid dålig sikt med låga moln gick de inte att se. Flera skeppsbrott orsakades av att fyrarna inte kunde siktas.
Det beslöts att nya fyrar skulle uppföras på Ursholmen, den mest sydvästliga delen av Kosterarkipelagen. År 1891 släcktes fyrarna på Höjden. Den ena lanterninen flyttades till Ursholmen och den andra till Malören.
Efter att tornen länge stått oanvända i mer än ett hundra år monterades år 2003 en ny lanternin på det norra tornet.

## Lots
På Nordkoster har det tidigare funnits en lotsstation. Den är numera indragen, men utkiken finns kvar. När lotsstationen drogs in så hade det funnits lots att tillgå på Koster så långt tillbaka som det finns skriftlig dokumentation.

## Väderstation
På Nordkoster finns en av SMHI:s väderstationer. Vindobservationer från denna station omnämns i den svenska Sjörapporten.

## Etymologi
År 1398 skrevs öns namn nordr Kostom. Det antas att namnet kommer av det fornnordiska kostir, som kan översättas matplatserna, och som troligen syftar på det rika fisket kring Kosteröarna.

## Kosterhavets nationalpark
Nordkoster ligger omgiven av Kosterhavets nationalpark, men själva ön är privatägd och kan därför inte ingå i nationalparken.
I nationalparken ligger skäret Stora Drammen, Sveriges västligaste punkt på samma longitud som Oslo.
På nordkostern finns även Lysmossegrottan, en grotta med lysmossa.